# Wereldbeker freestyleskiën
De Wereldbeker freestyleskiën is een competitie voor freestyleskiërs die sinds het seizoen 1979/1980 door de internationale skibond FIS wordt georganiseerd.
Er wordt zowel bij de mannen als bij de vrouwen een algemene wereldbeker opgemaakt en per discipline is er nog eens een apart klassement.
De discipline ballet staat sinds 1999/2000 niet meer op de kalender, na het seizoen 1994/1995 werd ook al de combinatie van de kalender geschrapt. Momenteel bestaat de wereldbeker voor vrouwen en mannen uit vijf disciplines: aerials, moguls, dual moguls, skicross en halfpipe.

## Erelijst algemene wereldbeker
| Seizoen   | Mannen             | Mannen | Vrouwen              | Vrouwen |
| --------- | ------------------ | ------ | -------------------- | ------- |
| 1979/1980 | Greg Athans        | CAN    | Stephanie Sloan      | CAN     |
| 1980/1981 | Frank Beddor       | USA    | Marie-Claude Asselin | CAN     |
| 1981/1982 | Frank Beddor       | USA    | Marie-Claude Asselin | CAN     |
| 1982/1983 | Alain Laroche      | CAN    | Conny Kissling       | SUI     |
| 1983/1984 | Alain Laroche      | CAN    | Conny Kissling       | SUI     |
| 1984/1985 | Alain Laroche      | CAN    | Conny Kissling       | SUI     |
| 1985/1986 | Éric Laboureix     | FRA    | Conny Kissling       | SUI     |
| 1986/1987 | Éric Laboureix     | FRA    | Conny Kissling       | SUI     |
| 1987/1988 | Éric Laboureix     | FRA    | Conny Kissling       | SUI     |
| 1988/1989 | Chris Simboli      | CAN    | Conny Kissling       | SUI     |
| 1989/1990 | Éric Laboureix     | FRA    | Conny Kissling       | SUI     |
| 1990/1991 | Éric Laboureix     | FRA    | Conny Kissling       | SUI     |
| 1991/1992 | Trace Worthington  | USA    | Conny Kissling       | SUI     |
| 1992/1993 | Trace Worthington  | USA    | Katherina Kubenk     | CAN     |
| 1993/1994 | Sergej Sjoeplezov  | RUS    | Kristean Porter      | USA     |
| 1994/1995 | Jonny Moseley      | USA    | Kristean Porter      | USA     |
| 1995/1996 | Jonny Moseley      | USA    | Katherina Kubenk     | CAN     |
| 1996/1997 | Darcy Downs        | CAN    | Jelena Batalova      | RUS     |
| 1997/1998 | Fabrice Becker     | FRA    | Nikki Stone          | USA     |
| 1998/1999 | Nicolas Fontaine   | CAN    | Jacqui Cooper        | AUS     |
| 1999/2000 | Janne Lahtela      | FIN    | Jacqui Cooper        | AUS     |
| 2000/2001 | Mikko Ronkainen    | FIN    | Jacqui Cooper        | AUS     |
| 2001/2002 | Mathias Wecxsteen  | FRA    | Lydia Lassila        | AUS     |
| 2002/2003 | Steve Omischl      | CAN    | Sasa Faric           | SLO     |
| 2003/2004 | Steve Omischl      | CAN    | Kari Traa            | NOR     |
| 2004/2005 | Jeremy Bloom       | USA    | Li Nina              | CHN     |
| 2005/2006 | Tomas Kraus        | CZE    | Ophélie David        | FRA     |
| 2006/2007 | Dale Begg-Smith    | AUS    | Jennifer Heil        | CAN     |
| 2007/2008 | Steve Omischl      | CAN    | Ophélie David        | FRA     |
| 2008/2009 | Alexandre Bilodeau | CAN    | Ophélie David        | FRA     |
| 2009/2010 | Anton Koesjnir     | BLR    | Li Nina              | CHN     |
| 2010/2011 | Guilbaut Colas     | FRA    | Hannah Kearney       | USA     |
| 2011/2012 | Mikaël Kingsbury   | CAN    | Hannah Kearney       | USA     |
| 2012/2013 | Mikaël Kingsbury   | CAN    | Xu Mengtao           | CHN     |
| 2013/2014 | Mikaël Kingsbury   | CAN    | Hannah Kearney       | USA     |
| 2014/2015 | Mikaël Kingsbury   | CAN    | Hannah Kearney       | USA     |
| 2015/2016 | Mikaël Kingsbury   | CAN    | Devin Logan          | USA     |
| 2016/2017 | Mikaël Kingsbury   | CAN    | Britteny Cox         | AUS     |

1979/1980 ·
1980/1981 ·
1981/1982 ·
1982/1983 ·
1984/1985 ·
1985/1986 ·
1986/1987 ·
1987/1988 ·
1988/1989 ·
1989/1990 ·
1990/1991 ·
1991/1992 ·
1992/1993 ·
1993/1994 ·
1994/1995 ·
1995/1996 ·
1996/1997 ·
1997/1998 ·
1998/1999 ·
1999/2000 ·
2000/2001 ·
2001/2002 ·
2002/2003 ·
2003/2004 ·
2004/2005 ·
2005/2006 ·
2006/2007 ·
2007/2008 ·
2008/2009 ·
2009/2010 ·
2010/2011 ·
2011/2012 ·
2012/2013 ·
2013/2014 ·
2014/2015 ·
2015/2016 ·
2016/2017 ·
2017/2018 ·
2018/2019 ·
2019/2020 ·
2020/2021 ·
2021/2022 ·
2022/2023 ·
2023/2024 ·
2024/2025
Alpineskiën ·
Biatlon ·
Bobsleeën ·
Freestyleskiën ·
Langlaufen ·
Noordse combinatie ·
Rodelen ·
Schaatsen ·
Schansspringen ·
Shorttrack ·
Skeleton ·
Snowboarden ·
Telemarken